# Дивная Гора
Дивная Гора — село в Угличском районе Ярославской области России. 
В рамках организации местного самоуправления входит в Слободское сельское поселение, в рамках административно-территориального устройства — в Слободской сельский округ.

## География
Расположено в месте впадения Чечоры в Воржехоть в 8 км на восток от Углича.

## История
В древности холм и урочище имели языческое название — Кобылья гора. Вокруг него располагалась в XVI веке «Сырейская слобода», жители которой занимались выделыванием сыромятных кож. На холме стояли две деревянные церкви св. Троицы и св. Флора и Лавра, считавшихся в православии покровителями коней. В 1674 году Ростовский митрополит Иона Сысоевич по некоему видению основал здесь монастырь, заложив каменный храм св. Троицы, и переименовал урочище Дивной горой. Заложенный Ионой храм был завершен при его преемнике Иоасафе в 1694 году. 
В конце XIX — начале XX село входило в состав Ермоловской волости Угличского уезда Ярославской губернии. 
С 1929 года село входило в состав Высоковского сельсовета Угличского района, в 1980-х годах — в составе Слободского сельсовета (сельского округа), с 2005 года — в составе Слободского сельского поселения.

## Население
| 1859 | 2007 | 2010 |
| ---- | ---- | ---- |
| 22   | ↗206 | ↘167 |

Согласно результатам переписи 2002 года, в национальной структуре населения русские составляли 96 % от всех жителей.

## Достопримечательности
В селе расположена действующая Церковь Троицы Живоначальной (1694).